# Prodiplosis violicola
Prodiplosis violicola är en tvåvingeart som först beskrevs av Daniel William Coquillett 1900.  Prodiplosis violicola ingår i släktet Prodiplosis och familjen gallmyggor. Inga underarter finns listade i Catalogue of Life.